# ピンク・フロイド ザ・ウォール
『ピンク・フロイド ザ・ウォール』（Pink Floyd The Wall）は、1982年のイギリス、アメリカ合作映画。ボブ・ゲルドフ主演、ロジャー・ウォーターズ（ピンク・フロイド）脚本、アラン・パーカー監督。

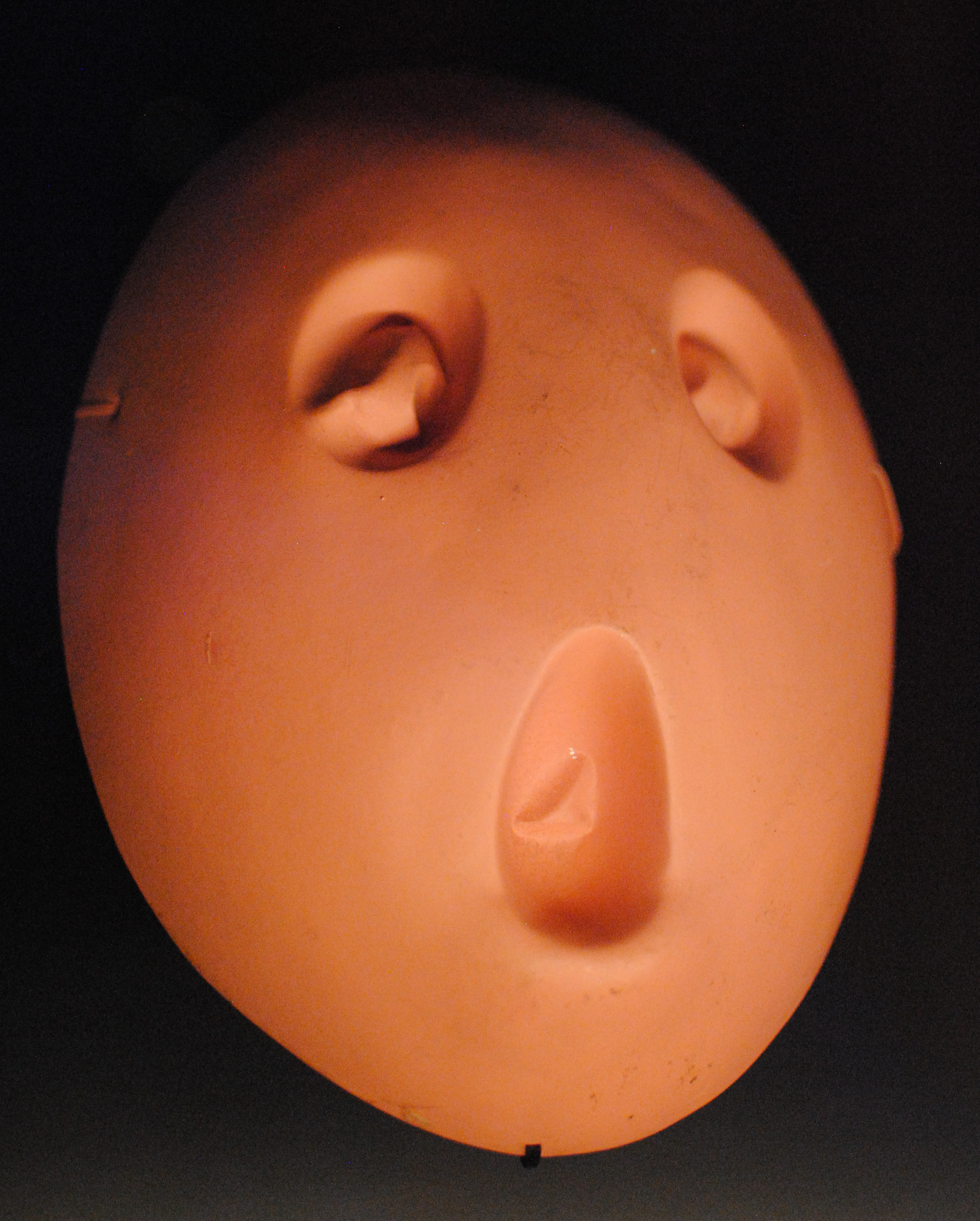
教室のシーンで子供たちが着用するマスクの1つ。「Pink Floyd: Their Mortal Remains」展にて展示

## 概要
1979年に発売され大ヒットを記録したピンク・フロイドのコンセプト・アルバム『ザ・ウォール』を、アルバムのストーリーそのままに映画化した作品。ほとんどセリフもなく、アルバムの曲が流れていきながら映画は進行していく。台本も30数ページしかなく、アラン・パーカーによる「音楽に語らせろ」という言葉が内容を象徴している。ただ、あまりに難解でシリアスな内容のためアルバムのヒットほどは商業的に成功せず、ロジャーも「この映画にはユーモアが足りなかった」と後に語っている。
ミュージシャンでありながら、主演のボブ・ゲルドフも鬼気迫る演技を見せている（本当はロジャーが出演する予定だったが、芝居の経験がまったくなく、あまりに大根役者だったためボブ・ゲルドフに白羽の矢が立ったらしい）。鬼才アラン・パーカーの手腕も遺憾なく発揮されており、『小さな恋のメロディ』の脚本を執筆した人物とは思えないカルトぶりである。また、ジェラルド・スカーフによるアニメーションも効果的な演出となっている。
映画公開後にはビデオでも発売され、2000年12月27日にはDVDも発売されている。
『ザ・ウォール』からシングルカットされた「アナザー・ブリック・イン・ザ・ウォール（パート2）」のビデオクリップとして、本作の1シーンがMTVなどで放映されている。

## あらすじ
主人公・ピンクの幼少からロック・スターとしての成功・葛藤までを描いたロジャー・ウォーターズの自叙伝のような映画。また、この主人公にはかつてのメンバー、シド・バレットの姿も重ねられている。
父親を第二次世界大戦で失ったピンクは、母親の過保護な愛情の中で育っていく。抑圧的な学校教育も彼の人間形成に大きな影響を与えた。やがてロック・ミュージシャンとして成功し、結婚もして順調な人生を歩むが、ロック・スターとしてのプレッシャーからドラッグの過剰摂取に陥り、精神的に荒廃していく。また妻の不倫が発覚し、ピンクは完全に周囲との「壁」を築いてしまう。
そして、ピンクは自分自身を扇動政治家だと思い込み、全体主義やファシズムに救いを求める。ロック・コンサートで無意味に熱狂する観客は、ナチ集会の姿とリンクされる。そんな時、彼の心の中で裁判が開かれ、壁を打ち崩すよう判決が下される。

## スタッフ・出演者
- 監督：アラン・パーカー
- 製作：アラン・マーシャル
- 脚本：ロジャー・ウォーターズ
- アニメーション：ジェラルド・スカーフ
- 音楽：ロジャー・ウォーターズ、デヴィッド・ギルモア、ボブ・エズリン
- 撮影：ピーター・ビジウ
- 編集：ジェリー・ハンブリング
- 主演：ボブ・ゲルドフ